# 東大寺領横江荘荘家跡

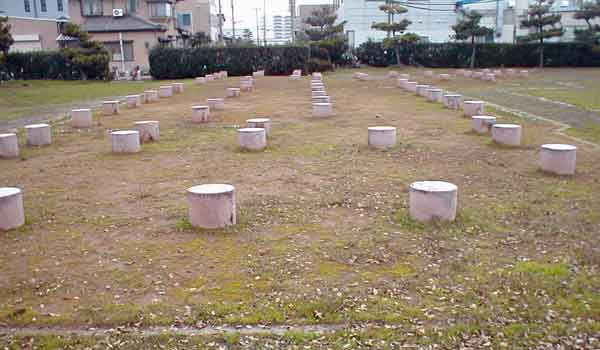
東大寺領横江荘荘家跡

東大寺領横江荘荘家跡（とうだいじりょう よこえのしょう しょうかあと）は、石川県白山市に所在する平安時代の史跡である。

## 概要
弘仁9年（818年）酒人内親王が東大寺に施入した横江荘の荘家跡である。1970年（昭和45年）9月、鉄工団地の造成中に発見され翌月の緊急発掘調査によって荘園を管理する荘官の居宅と倉庫と見られる一連の掘立柱建物跡が確認され、あわせて平安時代初期を中心とする土器、木器類の出土があった。
1972年（昭和47年）3月14日に国の史跡に指定され、翌年3月以降に環境整備が進められた。